# 포스트게놈
포스트 게놈(post-[접두사]: 후의, genome: 게놈)은 ‘-시대’, ‘-프로젝트’의 형태로 많이 쓰이며 ‘후속(後續)게놈’이라고도 한다. 인간 게놈 프로젝트에서 인간 게놈 지도를 완성한 이래로 이와 관련된 연구 및 기술·정보는 물론이고 이러한 순기능뿐만 아니라 이로 인해 발생한 문제점과 현상, 인류가 풀어가야 할 과제 등을 모두 아우르는 개념이다. 즉, 밝혀진 염기서열을 통해 유전자 기능을 알아내어, 개인 특성 분석 또는 질병 치료·예방과 같은 실제적인 활용을 하기 위한 연구이다. 생명현상 원리의 규명, 연구의 상업화, 다른 분야로의 응용 등을 가능케 하는 주요 도구로 전망되고 있다.

## 포스트 게놈

### 게놈프로젝트의 역사
게놈 프로젝트는 인간 유전자 배열을 분석함으로써 유전자 지도를 완성하기 위한 프로젝트이다. 1980년 후반 미국을 중심으로 유럽, 일본, 캐나다, 중화인민공화국 등이 참여하여 2003년 끝을 맽게 된 프로젝트이다.

### 게놈프로젝트의 완성
2003년 4월, 최초로 인간 게놈 프로젝트가 완성되었다. 이 프로젝트를 통해 인간의 유전자는 고작 3만 4천여 개에 불과하다는 사실이 밝혀졌다. 그후 인류 역사에 큰 획을 그을 이 연구의 성과와 앞으로의 발전 방향에 대해 사람들은 긍정적으로 평가하고 있다.

### 포스트 게놈의 의미
인간 게놈 지도를 이용하면 유전자 검사를 통해 유전병에 해당하는 잘못된 염기서열을 바로잡을 수도 있고, 약에 반응하는 유전자는 같지만 염기서열의 일부가 사람마다 다른 특징을 이용하여 각자에게 맞는 맞춤약을 처방할 수도 있는 길이 열렸다. 그러나 과학자들이 인간의 DNA 염기서열만 밝혀지면 무병장수를 비롯한 각종 문제가 해결될 것으로 예상한 것과는 다르게 모든 현상을 밝혀 내는 데는 아직도 부족한 부분이 많이 있다. 또 게놈지도를 악용할 수 있는 등 많은 문제점들이 드러나고 있는데 포스트게놈은 바로 게놈지도가 완성된 뒤에 풀어야 할 이러한 각종 문제점들에 대한 인류의 과제, 게놈지도 완성 후에 도래할 사회의 모습 및 현상 등 게놈지도 완성 후의 시대를 통틀어 이르는 포괄적인 개념이다.

## 포스트 게놈의 연구 방향

### 기능유전체학

#### 기능유전체학의 의미
기능유전체학은 게놈 염기서열이 결정된 유전자와 유전 산물에 기능을 부여하는 학문이다. 궁극적 목적은 한 개체의 일생을 통해 모든 유전자들의 발현 패턴을 결정하는 것으로 학문의 체계가 수립 된지 10여년 밖에 되지 않았으나, 생물학자들의 주요 연구 분야로 자리잡고 있다. 유전체 데이터를 기반으로 연구가 이루어지기 때문에, 유전체의 기능 연구 및 적용을 단백질체학(프로테오믹스)로 분류하기도 한다.

#### 기능유전체학의 연구 방향
유전자의 생화학적, 대사적 활성, 세포 기능 및 생리학적 기능을 충분하게 이해하기 위해서 다양한 방법들이 이용되고 있다. 대표적으로 유전체의 주석달기(게놈 어노테이션)와 DNA 칩을 이용한 방법, 단백질체(프로테옴)을 이용한 방법이 있다. 유전체의 주석달기는 처음에 밝혀진 염기서열만을 이용해 기능이 알려지지 않은 유전자를 잠정적으로 동정하여, 나머지 유전자의 종류와 기능을 분석하는 기술이다. DNA 칩(DNA 마이크로어레이)을 이용한 방법은 유전자 발현 평가에 가장 효율적인 방법으로 유전자 발현과 mRNA 생산을 추적하는데 이용된다. 단백질체를 이용한 실험은 mRNA 연구에서 알 수 없는 유전체 기능에 대한 중요 정보를 제공할 수 있기 때문에 DNA칩을 이용하는 것보다 더 많은 정보를 제공한다.
예) Haemophilus. Influenzae

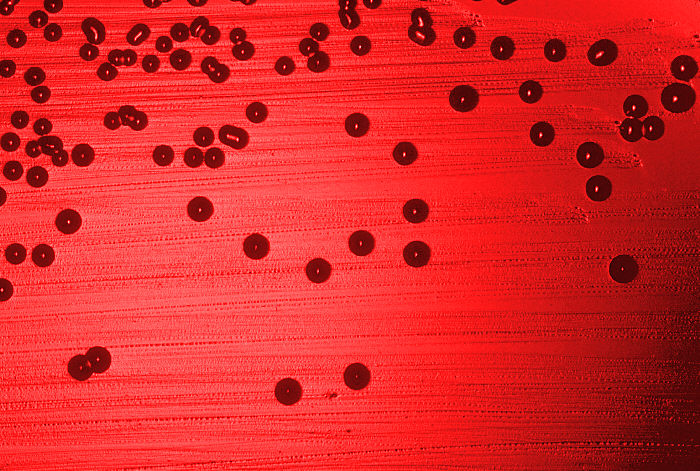
헤모필루스 인플루엔자

오직 사람만을 숙주로 하는 박테리아로 하나의 환상염색체는 단백질을 암호화하는 유전자로 추정되는 1,743개의 부위를 포함한 1,830,137개의 염기쌍으로 이루어진다. 최초의 유전자 분석을 통해 약 58%에 해당하는 1,007개의 유전자의 기능이 밝혀진다. 나머지 42%의 해당하는 대부분의 단백질은 단백질 주석달기 과정을 통해 해당·발효·전자 전달계 경로 전체에 대한 유전자를 밝혀진다.

이러한 기술을 이용한 기능유전체학은 화학의 주기율표와 같이 인간 유전자의 분류를 쉽게 만들것으로 전망된다. 뿐만 아니라 질병치료를 위한 신약 개발 및 질병의 예후를 기반으로 한 치료도 가능할 것으로 여겨진다. 하지만 주석달기나 다른 방법에 의해 부여된 기능은 유전자 산물이 세포 내의 조건에 의존하고 있어 그 결과가 다르게 나타날 우려가 있다. 또한 발현되지 않은 DNA의 역할, 단백질체의 모든 종류 및 기능 개인의 질병 및 건강과 SNP의 상관관계 등이 아직까지 해결되지 않았기 때문에, 발전 가능성에 대한 우려도 상당하다.

### 비교유전체학

#### 비교유전체학의 의미
비교유전체학은 밝혀진 염기서열을 토대로 타종간의 혹은 지리적 격리가 일어난 동종간의 등 비교대상을 지정해 질병이나 진화적 특징, 유전자의 기능적 차이 및 유전병의 원인 등을 규명하는 학문이다. 인간 게놈 프로젝트와 관련해 생쥐, 초파리, 선충과 같은 다른 생명체와의 다양한 연구가 진행되었다.

#### 비교유전체학의 연구방향
비교유전체학의 최초의 비교대상은 헤모필루스 인플루엔자로(H.infuenzae)의 서열 발표 후 더 작은 원핵생물인 마이코플라즈마 제니탈리움(M.genitalium)의  580,070개의 염기쌍과 더 큰 원핵생물인 이콜라이(E.coli)의 4,639,221개의 염기쌍서열이 밝혀졌다. 그 결과를 연계시킬 목적으로 한 생물이 다른 생물체에서는 없어진 유전자를 가지고 있는지 알아보기 위해서 게놈의 염기쌍 서열을 비교하는 생물학의 새로운 학문인 비교유전체학이 시작되었다. 아래의 예시와 같은 초기의 간단한 비교방법을 시작으로 현재는 다양한 종과 비교를 통해 DNA 서열을 통하여 밝혀진 염기의 차이를 통하여 질병의 진단, 처방 및 예방이 가능할 것으로 전망되고 있다.
| *                  | H.influenzae | M.genitalium | E.coli |
| ------------------ | ------------ | ------------ | ------ |
| 아미노산생합성효소 | o            | x            | o      |

→ M.genitalium이 기생체이며 자신을 둘러싸고 있는 인간의 비뇨생식기관으로부터 모든 아미노산을 얻는다는 것을 의미한다.

### 약물유전체학

#### 약물유전체학의 의미
약물유전체학은 약물유전학(파머커지네틱스)과 기능유전체학(펑셔널지나믹스)의 합성어로 약물에 대해 각 개인의 특정 유전체가 미치는 영향 및 반응의 차이를 연구하는 학문이다. 약물에 대한 반응 뿐만 아니라 SNP와 단일유전자 결함에 의해 발생하는 질병들의 발병 경향성, 더 나아가 유전자 발현 조절 및 발현 현상 양상에 대한 연구도 포함한다.

#### 약물유전체학의 연구방향
약물유전체학은 개인의 특징적인 약물반응의 차이와 유전자와의 상관성을 연구하여, 개인의 SNP를 이용한 개인에게 적합한 약물의 개발, 소위 맞춤 약물요법의 시대를 열 것으로 전망된다. 신약개발의 기초 자료로 이용될 수 있기 때문에 신약개발에 소요되는 총 비용의 25% 이상 감소, 소요시간은 2~3년 이상을 줄여 효율적인 신약개발을 가능하게 한다. 약물유전체학은 많은 질병 치료의 응용뿐만 아니라 보다 우수한 백신 개발, 진보된 질병의 탐색을 가능하게 하며, 결과적으로 환자의 건강관리 비용의 절감효과도 기대한다. 특히나 2005년 합맵 컨소지엄에서 단상형지도(하플로타입 멥)발행함에 따라 유전자 분석을 수행해야하는 범위가 대폭 감소해, 관련 기술 개발에 박차를 가하고 있다.

## 관련 기술 개발

### 프로테오믹스

#### 프로테오믹스의 정의
포스트 게놈 프로젝트의 하나로 protein(단백질)과 ome(전체)의 합성어 프로테옴(1995년 마크 윌킨스)에 대한 연구이다. 프로테옴(단백질체)의 분석을 통해 이상, 변형, 인간의 질병의 원리를 밝혀낼 실마리를 찾는 것이 목적이다. 게놈 프로젝트 이 후 유전자 배열을 알려주는 게놈 지도가 성공적으로 완성되었지만 단백질이 실제로 세포 안에서 어떤 기능을 갖고 작용하는 지에 대한 연구가 필요했다. 인간의 생명활동을 관장하는 단백질들은 유전자에 의해 정해진 후의 자세한 과정과 단백질의 작용을 밝혀내는 것이 게놈프로젝트 이 후 밝혀 내야 할 중요한 생명공학의 단서가 되고 있다.

#### 프로테옴 용어의 기원과 의미
프로테옴의 연구는 인간의 신체를 구성하는 성분이기도 하며 인간의 생명을 관장하는 세포를 형성하는 중요한 핵심이 되는 단백질이 변화하는 수 많은 상황 속에 어떻게 활동하고 작용하는 지에 대한 것이다. 게놈은 인간 전체의 유전자 정보를 담고 있다면 프로테옴은 특수한 상황, 세포에서만 만들어지고 작용한다. 인간의 유전자 염기서열은 게놈 프로젝트를 통해 완성되었지만 그 속에 단백질이 움직이는 경로와 각각의 상황에 따른 단백질 산물을 분석 해야만 세포 내 기능을 분석할 수 있다.

#### 프로테오믹스의 연구 방향
프로테오믹스 프로젝트에는 미국, 유럽, 아시아의 많은 국가들이 광범위하게 참여하고 있다. 현재는 분석 기술 표준화 논의와 산별적인 단백질 기능 구조 탐색 단계를 진행 중이다. 단백질의 3차원적 구조, 기능, 네트워크 분석을 목표로 하며 이 연구 방법은 크게 두 가지로 볼 수 있다. 한 세포의 단백질을 추출 분리 해낸 후 분석하는 기술이 그 것이다. 효과적으로 발현량이 낮은 단백질 분리하고 질량분석기로 분석하는 기술이 프로테오믹스의 핵심이라 할 수 있다. 프로테오믹스는 단백질 차원에서 유전자의 정확한 기능을 밝혀내는데 목표를 두어 유전자 구조와 실제 발현되는 기능 사이의 연결고리를 찾는 것이 목적이라 할 수 있다. 또한 단백질의, interaction, malfunctioning에 의한 질병은 프로테오믹스의 연구를 병행해야 한다는 필요성을 갖고 있으며, 이에 따라 단백질의 분석, 테스트 기술에 관련하여 단백질칩 분야도 떠오르고 있다.

### 합맵 (반쪽 게놈지도)

#### 반쪽 게놈지도의 정의
하플로이드(반쪽)과 맵(지도)의 합성어로 개인의 형질에서 발생하는 차이점의 원인을 밝혀내고자 하는 분야이다. 인간의 형질은 양쪽 부모로부터 받은 유전자 한쌍의 유전자로 결정되는데 이때 한 쌍의 유전자보다 어느 한 쪽에서 받은 변이의 조합이 더 중요한 역할을 한다는 사실이 밝혀졌다. 치명적 질병을 일으킬 수 있는 단일 염기 변이(SNP)를 분석하여 유전적 형질에 따른 질병 발생 유형과 발병 빈도 등을 분석함으로써 생명과학의 새로운 분야로 각광받고 있다.

#### 합맵의 연구 방향
단일 염기 변이 현상에 대한 연구 진행에 힘쓰고 있다. 아주 작은 부분의 염기 변이가 일어나더라도 이것은 큰 표현 형질 차이로 나타난다. 단일 염기 변이에 대한 연구는 특히 의료계에서 큰 기대를 하고 있다. SNP는 개개인의 형질을 결정하는 중요한 요인이 되며, 같은 질병에 대한 개인차에 대한 해결책이 될 수 있다. 따라서 같은 유해한 환경에 노출 되었을 때 질병에 걸리는 형질과 그렇지 않은 형질, 그리고 SNP의 관계성을 찾음으로써 특히 유전질환에 대한 진단, 예방, 치료 수단이 되고 있다.

### 비교게노믹스

#### 비교게노믹스의 정의
다른 생물 간의 유전체를 비교하여 그 차이점을 통해 생체 활동의 차이점을 밝히는 학문이다. 특히 사람 유전체와 비슷한 모델 동물과의 비교 연구를 통해 인간의 질병 치료의 해결책을 얻고자 한다.

#### 비교게노믹스의 연구 방향

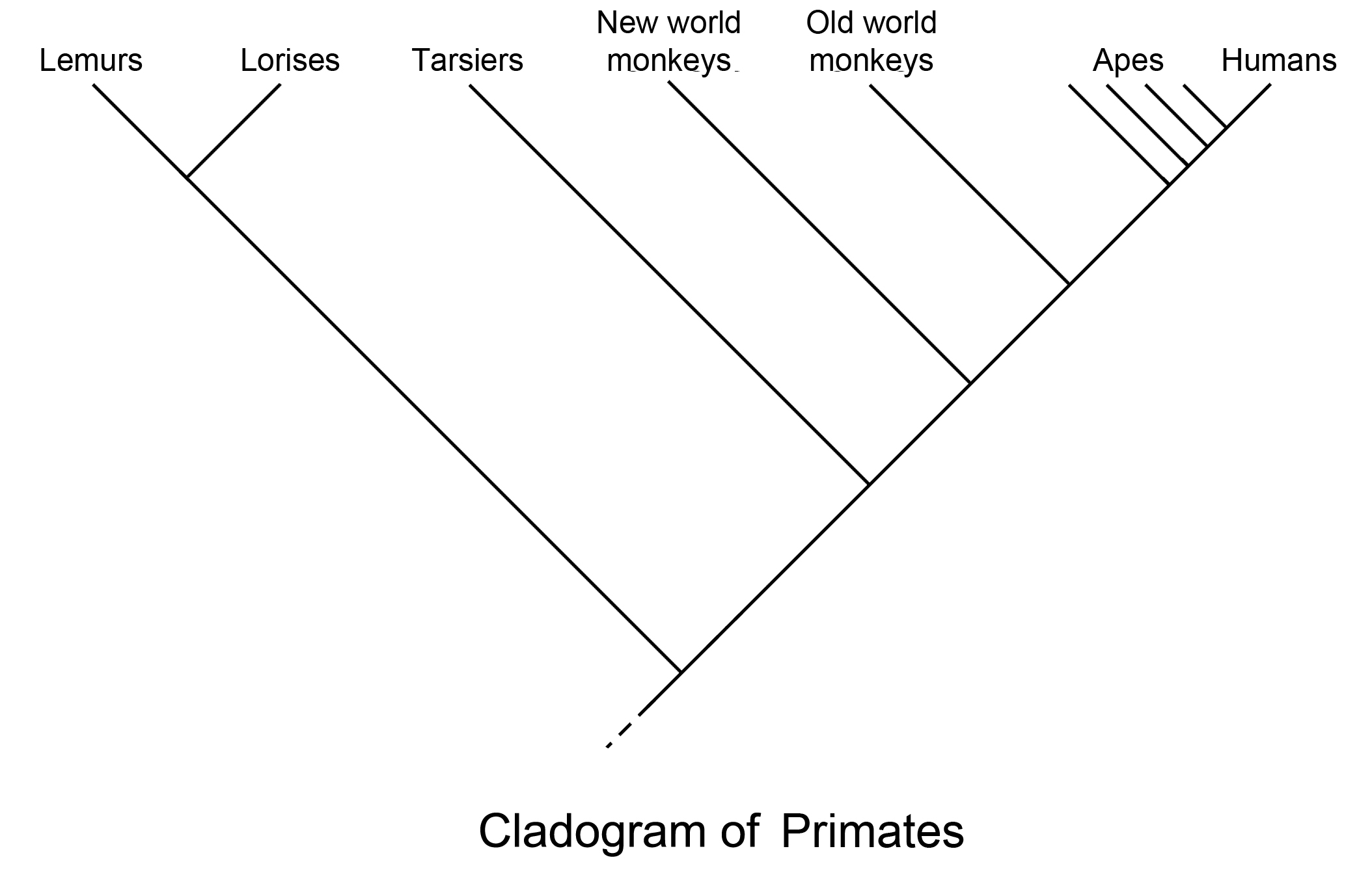
영장류 분기도

이 분야의 중요한 목표 중 하나는 진핵 생물의 진화의 메커니즘을 식별하는 것이다. 비교 유전체학은 초기 기능 단백질을 찾는 것에서 많은 진전이 있어 이제 규제력이 있는 부분과 siRNA 분자를 찾는에 주력하고 있다.

#### 침팬지 게놈프로젝트
비교게노믹스 연구를 함에 있어 인간은 다른 동물보다 고도의 지능과 감성을 가진 생물이라는 점에서 다른 일반적 동물들과 비교하기 어려운 점이 있다. 인간과 98% 정도 유사한 유전자 구조를 가졌으나 표현 형질에 있어서는 차이를 보이고 있는 침팬지와 같은 영장류의 게놈을 분석하는 것이 인간의 게놈 분석에 큰 실마리가 될 수 있다. 1%의 차이는 유전자 조절 능력의 차이로 보며 비교유전체학을 통해 연구를 하고 있다. 유전자의 구조에서 유사성을 띄더라도 단백질 생산량이 다르게 나타난다는 것이다. 1%의 차이가 유전자 자체의 차이에서 비롯된 연구도 있다. 폭스피2 유전자는 인간과 침팬지 사이의 유전자 구조적 차이인데 이것이 인간의 언어 능력을 야기한다는 것이다. 즉 유전적 구조의 차이로 침팬지가 인간의 언어를 학습할 수 없게 되는 것이다. 유전적 차이를 통해 진화적 차이에 대한 이해 뿐만 아니라 질병과의 관련성을 찾을 수 있을 것으로 기대한다. 에이즈, 말라리아, 치매는 침팬지에게 거의 발병하지 않으므로 유전자적 차이를 통한 질병 치료의 핵심을 찾아낼 수 있을 것이다. 그러나 많은 실험동물 문제와 같이 침팬지 게놈 프로젝트 역시 윤리적 문제에 봉착하게 된다.

## 문제점

### 윤리학적 문제점
인간 복제, 유전자 조작, 인간 유전자 분별을 이용한 낙태 등의 윤리적 문제점이 존재한다. 기계들처럼 사람의 생김새, 지능, 재능, 성격 등까지도 유전자의 우열을 따지게 되면 인간의 존엄성이 사라지게 된다. 인간 유전자 지도가 완성되면서 유전자의 모형을 밝혀낸 왓슨 크릭은 여러 문제점에 대한 우려로 ELSI라는 윤리적, 법적, 사회적 문제점을 제시하기도 한다.

### 법적 문제점
여러 가지 윤리학적, 사회적 문제점들을 예방하고 처벌하기 위해서 법적인 조치가 필요하다. 그러나 새로운 시대에 접어들면서 아직 법적으로 적용되지 않은 부분이 존재한다. 따라서 그 빈틈을 악용하여 법적 위반이 이루어질 수 있다. 이러한 악용을 막기 위해 법적 조치가 필요하다.

### 사회적 문제점
‘책임있는 유전학을 위한 회의’에서는 “모든 사람이 유전자 프라이버시에 대한 권리를 가져야 한다”고 주장한다. 유전자 차별에 의해 발생할 위험이 있다. 고용하는 사람이 노동자를 유전자로 분류하고 차별할 수 있다.

## 연구 진행 과정 및 전망

### 해외 연구
1980년 후반부터 여러 미국에 있는 벤처기업들에서 “스트럭처 제노믹스”가 시작되었다. 이 연구는 다양한 치료의 표적으로 삼는 단백질을 찾아서 신약을 개발하는 분야이다. 이미 세계적으로도 널리 퍼져있다. 현재 유럽, 미국 등은 정부의 개입으로 연구를 진척시켜 나가고 있다. 또 단백질의 3차원 구조를 밝혀내고 단백질끼리의 결합을 분석하는 프로테오제노믹스 분야에서는 '셀레나 제노믹스'라는 미국 회사가 앞서가고 있다. 단지 단백질의 성질을 구명하는 것 뿐만 아니라 산업적으로 실용화하기 위해 막대한 연구비를 투자하여 연구에 몰두하고 있다.

### 대한민국의 연구
대한민국은 연구가 더딘 실정이다. 게놈 프로젝트 실시시, 대한민국 주변 국가인 중화인민공화국, 일본 등은 국제적 연합 연구에 참여했음에도 불구하고 대한민국은 참여하지 못했다. 따라서 이 분야에서 대한민국의 입지는 매우 약한 실정이다.

### 연구 전망
다양한 분야에서 인간 유전자 지도를 이용하여 생명의 신비를 풀어나갈 수 있을 것이다. 또한 포스트 게놈의 목표로 남용과 악용점을 차단함으로써 연구는 실생활에서 적용될 것이다.

## 같이 보기
- 유전체학
- 유전자 치료
- 생물정보학
- 1000 게놈 프로젝트(1000 Genomes Project),
- 국제 연합 교육 과학 문화 기구
- 바이오인포매틱스(bioinformatics),
- (영어) 비교게노믹스

## 참고 문헌
- Susan R. Barnum, ;오계헌 [외]공역 《생명공학》, 월드사이언스, 2005년, p.228,235,237
- Weaver, Robert Franklin, ;박상대 [외]역, 《분자생물학》, 라이프사이언스, 2000년, p.757~765, 770~772
- Prescott, Harley,Klein, ;김영민 [외]역, 《미생물학》, 라이프사이언스, 2005년, p.341~346
- Sadava, ;이광웅 [외]역, 《생명:생물의 과학》, 교보문고, 2010년, p.312~313
- 유태무,「약물유전체학의 개요」, 병원약사회지 제21권 제1호,한국병원약사회, 2004년, p.1~11
- 백융기, 「프로테오믹스의 연구방향과 국내프로테오믹스연구의 활성화」, 한국분자생물학회 뉴스지, 2000년, vol 12, 20~29
- 한국생명공학연구원, 「침팬지 유전체 비교 연구 사업 Comparative Research of Chimpanzee Genome」, 2004년
- 필사이언,「프로테오믹스 시대의 개막」, 삼성경제연구소 기술산업실, 2003년